# Mohammed Diomande
Mohammed Diomande né le 30 octobre 2001 à Yopougon en Côte d'Ivoire, est un footballeur ivoirien qui évolue au poste de milieu central aux Rangers FC.

## Biographie

### FC Nordsjælland
Né à Yopougon en Côte d'Ivoire, Mohammed Diomande passe par l'académie Right to Dream basée au Ghana, où il est formé. Il rejoint en janvier 2020 le club partenaire du FC Nordsjælland, au Danemark.
Il joue son premier match en professionnel avec le FC Nordsjælland, lors d'une rencontre de championnat contre l'AC Horsens le 19 février 2020, où il est directement titularisé. Diomande inscrit son premier but le 13 septembre 2020, lors de la première journée de la saison 2020-2021 de Superligaen, contre le Brøndby IF. Il ouvre le score de la tête mais son équipe s'incline par trois buts à un. Alors qu'il s'impose comme un joueur régulier de l'équipe première, Diomande se blesse sérieusement en décembre 2020, touché à la cheville, son absence est estimée à quatre à six mois, et met un terme à sa saison.
En janvier 2021, il est inclus dans une liste de 50 joueurs par l'UEFA, qui regroupe selon elle les meilleurs jeunes à suivre.

### Glasgow Rangers
Le 26 janvier 2024, Mohammed Diomande rejoint les Glasgow Rangers sous la forme d'un prêt avec obligation d'achat.

## Palmarès

### En club
- Rangers FC
  - Finaliste de la Coupe de la Ligue écossaise en 2024